# Ubee Interactive
Ubee Interactive est une société taïwanaise fournissant de l'équipement pour l'Internet à haut débit.